# Bomfunk MC’s
Bomfunk MC’s sind eine finnische Electro-Hip-Hop-Gruppe.

## Geschichte
Die Bomfunk MC’s wurden von Ismo Lappalainen alias DJ Gismo und Raymond Ebanks alias B.O.W. (Brother of Words) gegründet. Ebanks lebt seit seiner Kindheit in Finnlands Hauptstadt Helsinki. DJ Gismo kommt aus Turku.
Das Duo veröffentlichte 1999 das Album In Stereo, das in Finnland mit 90.000 verkauften Einheiten Platinstatus erreichte. Von dem Album erschienen die Singles Uprocking Beats, Freestyler und B-Boys & Flygirls. Die Single Freestyler war 2000 in mehreren europäischen Ländern erfolgreich. Sie war zudem im selben Jahr auf den Soundtracks zu den Filmen Haggard und Kuka lohduttaisi Viiviä? enthalten.
Im Oktober 2002 erschien das zweite Album Burnin’ Sneakers, das jedoch nicht mehr an den alten Erfolg anknüpfen konnte. Einzig in Finnland war das Album in den Charts vertreten und konnte dort Platz 1 erreichen. Aus dem Album wurden vier Singles ausgekoppelt.
Zwei Jahre später erschien das Album Reverse Psychology, das sich erneut nur in den finnischen Charts platzieren konnte und dort den zehnten Platz erreichte.
2018 fand die Band wieder zusammen und plante für das Folgejahr eine Sommertour. Am 18. Februar 2019 wurde zum 20-jährigen Jubiläum von Freestyler ein Remake des Videos veröffentlicht. Während eines Festival-Auftritts im Jahr 2019 stellte die Band zwei neue Songs vor: Can't Runaway und Mic Drop. Am 15. Mai 2020 veröffentlichte JS16, der als Produzent bei Bomfunk MC’s tätig war, zusammen mit Stella Mwangi den Song In The Spot. Dieser Track wurde von Bomfunk MC's-Frontmann Raymond Ebanks gefeatured.

## Diskografie

### Studioalben
| Jahr | Titel              | Höchstplatzierung, Gesamtwochen, AuszeichnungChartplatzierungen (Jahr, Titel, Platzierungen, Wochen, Auszeichnungen, Anmerkungen) | Höchstplatzierung, Gesamtwochen, AuszeichnungChartplatzierungen (Jahr, Titel, Platzierungen, Wochen, Auszeichnungen, Anmerkungen) | Höchstplatzierung, Gesamtwochen, AuszeichnungChartplatzierungen (Jahr, Titel, Platzierungen, Wochen, Auszeichnungen, Anmerkungen) | Höchstplatzierung, Gesamtwochen, AuszeichnungChartplatzierungen (Jahr, Titel, Platzierungen, Wochen, Auszeichnungen, Anmerkungen) | Höchstplatzierung, Gesamtwochen, AuszeichnungChartplatzierungen (Jahr, Titel, Platzierungen, Wochen, Auszeichnungen, Anmerkungen) | Anmerkungen                              |
| Jahr | Titel              | DE | AT | CH | UK | FI | Anmerkungen                              |
| ---- | ------------------ | --- | --- | --- | --- | --- | ---------------------------------------- |
| 1999 | In Stereo          | DE13 (12 Wo.)DE | AT11 (12 Wo.)AT | CH12 (17 Wo.)CH | UK33 (3 Wo.)UK | FI1 ×2Doppelplatin · (69 Wo.)FI                                                                                                   | Erstveröffentlichung: 2. Juni 1999       |
| 2002 | Burnin’ Sneakers   | — | — | — | — | FI1 Platin · (29 Wo.)FI | Erstveröffentlichung: 6. Mai 2002        |
| 2004 | Reverse Psychology | — | — | — | — | FI10 (8 Wo.)FI | Erstveröffentlichung: 20. September 2004 |

### Singles
| Jahr | Titel Album                                     | Höchstplatzierung, Gesamtwochen, AuszeichnungChartplatzierungen (Jahr, Titel, Album, Platzierungen, Wochen, Auszeichnungen, Anmerkungen) | Höchstplatzierung, Gesamtwochen, AuszeichnungChartplatzierungen (Jahr, Titel, Album, Platzierungen, Wochen, Auszeichnungen, Anmerkungen) | Höchstplatzierung, Gesamtwochen, AuszeichnungChartplatzierungen (Jahr, Titel, Album, Platzierungen, Wochen, Auszeichnungen, Anmerkungen) | Höchstplatzierung, Gesamtwochen, AuszeichnungChartplatzierungen (Jahr, Titel, Album, Platzierungen, Wochen, Auszeichnungen, Anmerkungen) | Höchstplatzierung, Gesamtwochen, AuszeichnungChartplatzierungen (Jahr, Titel, Album, Platzierungen, Wochen, Auszeichnungen, Anmerkungen) | Anmerkungen                                                    |
| Jahr | Titel Album                                     | DE | AT | CH | UK | FI | Anmerkungen                                                    |
| ---- | ----------------------------------------------- | --- | --- | --- | --- | --- | -------------------------------------------------------------- |
| 1998 | Uprocking Beats In Stereo                       | DE63 (11 Wo.)DE | AT67 (1 Wo.)AT | — | UK11 (10 Wo.)UK | — | Erstveröffentlichung: Dezember 1998                            |
| 1999 | Other Emcee’s In Stereo                         | — | — | — | — | FI5 (3 Wo.)FI | Erstveröffentlichung: 1999                                     |
| 2000 | Freestyler In Stereo                            | DE1 ×3Dreifachgold · (23 Wo.)DE | AT1 Platin · (20 Wo.)AT | CH1 Platin · (32 Wo.)CH | UK2 Platin · (17 Wo.)UK | FI4 (5 Wo.)FI | Erstveröffentlichung: 14. Februar 2000                         |
| 2000 | B-Boys & Flygirls In Stereo                     | DE18 (11 Wo.)DE | AT14 (14 Wo.)AT | CH20 (18 Wo.)CH | — | FI5 (8 Wo.)FI | Erstveröffentlichung: 11. September 2000                       |
| 2001 | Super Electric Burnin’ Sneakers                 | DE58 (5 Wo.)DE | AT58 (5 Wo.)AT | CH59 (3 Wo.)CH | — | FI1 Platin · (17 Wo.)FI | Erstveröffentlichung: 8. Oktober 2001                          |
| 2002 | Live Your Life Burnin’ Sneakers                 | DE67 (4 Wo.)DE | — | — | — | FI1 (13 Wo.)FI | Erstveröffentlichung: 2002 feat. Max’C                         |
| 2002 | (Crack It!) Something Goin’ On Burnin’ Sneakers | DE10 (17 Wo.)DE | AT19 (18 Wo.)AT | CH70 (8 Wo.)CH | — | FI3 (14 Wo.)FI | Erstveröffentlichung: 30. September 2002 feat. Jessica Folcker |
| 2002 | Back to Back Burnin’ Sneakers                   | — | — | — | — | FI12 (3 Wo.)FI | Erstveröffentlichung: 2002 feat. Z-MC                          |
| 2004 | No Way in Hell Reverse Psychology               | DE85 (1 Wo.)DE | — | — | — | FI8 (8 Wo.)FI | Erstveröffentlichung: 2004                                     |
| 2005 | Hypnotic Reverse Psychology                     | DE68 (4 Wo.)DE | — | — | — | FI1 (5 Wo.)FI | Erstveröffentlichung: 2005                                     |

## Auszeichnungen für Musikverkäufe
| Goldene Schallplatte - Dänemark - 2021: für die Single Freestyler - Frankreich - 2000: für die Single Freestyler - Neuseeland - 2000: für das Album In Stereo - Norwegen - 2000: für das Album In Stereo - 2002: für die Single (Crack It!) Something Goin’ On - Polen - 2000: für das Album In Stereo - Schweden - 2000: für das Album In Stereo - 2000: für die Single B-Boys & Flygirls | Platin-Schallplatte - Australien - 2000: für die Single B-Boys & Flygirls - Neuseeland - 2000: für die Single Freestyler - Niederlande - 2000: für die Single Freestyler - Norwegen - 2000: für die Single Freestyler | 2× Platin-Schallplatte - Australien - 2000: für die Single Freestyler - Belgien - 2000: für die Single Freestyler 3× Platin-Schallplatte - Schweden - 2000: für die Single Freestyler |

Anmerkung: Auszeichnungen in Ländern aus den Charttabellen bzw. Chartboxen sind in ebendiesen zu finden.
| Land/RegionAuszeichnungen für Musikverkäufe (Land/Region, Auszeichnungen, Verkäufe, Quellen) | Gold     | Platin       | Verkäufe | Quellen                   |
| -------------------------------------------------------------------------------------------- | -------- | ------------ | -------- | ------------------------- |
| Australien (ARIA)                                                                            | —        | 3× Platin3   | 210.000  | aria.com.au               |
| Belgien (BRMA)                                                                               | —        | 2× Platin2   | 100.000  | ultratop.be               |
| Dänemark (IFPI)                                                                              | Gold1    | —            | 45.000   | ifpi.dk                   |
| Deutschland (BVMI)                                                                           | Gold1    | Platin1      | 750.000  | musikindustrie.de         |
| Finnland (IFPI)                                                                              | —        | 4× Platin4   | 203.480  | ifpi.fi                   |
| Frankreich (SNEP)                                                                            | Gold1    | —            | 250.000  | snepmusique.com           |
| Neuseeland (RMNZ)                                                                            | Gold1    | Platin1      | 17.500   | aotearoamusiccharts.co.nz |
| Niederlande (NVPI)                                                                           | —        | Platin1      | 80.000   | nvpi.nl                   |
| Norwegen (IFPI)                                                                              | 2× Gold2 | Platin1      | 50.000   | ifpi.no                   |
| Österreich (IFPI)                                                                            | —        | Platin1      | 50.000   | ifpi.at                   |
| Polen (ZPAV)                                                                                 | Gold1    | —            | 50.000   | olis.pl                   |
| Schweden (IFPI)                                                                              | 2× Gold2 | 3× Platin3   | 145.000  | sverigetopplistan.se      |
| Schweiz (IFPI)                                                                               | —        | Platin1      | 50.000   | hitparade.ch              |
| Vereinigtes Königreich (BPI)                                                                 | —        | Platin1      | 600.000  | bpi.co.uk                 |
| Insgesamt                                                                                    | 9× Gold9 | 19× Platin19 |          |                           |